# دهستان تکاب کوه‌میش
تکاب کوه میش، دهستانی از توابع بخش مرکزی شهرستان ششتمد استان خراسان رضوی ایران است.

## جمعیت
جمعیت این دهستان بر اساس سرشماری سال ۱۳۸۵ جمعیت آن ۵٬۰۰۰ نفر (۱٬۴۳۵ خانوار)
بوده است.